# NGC 3898

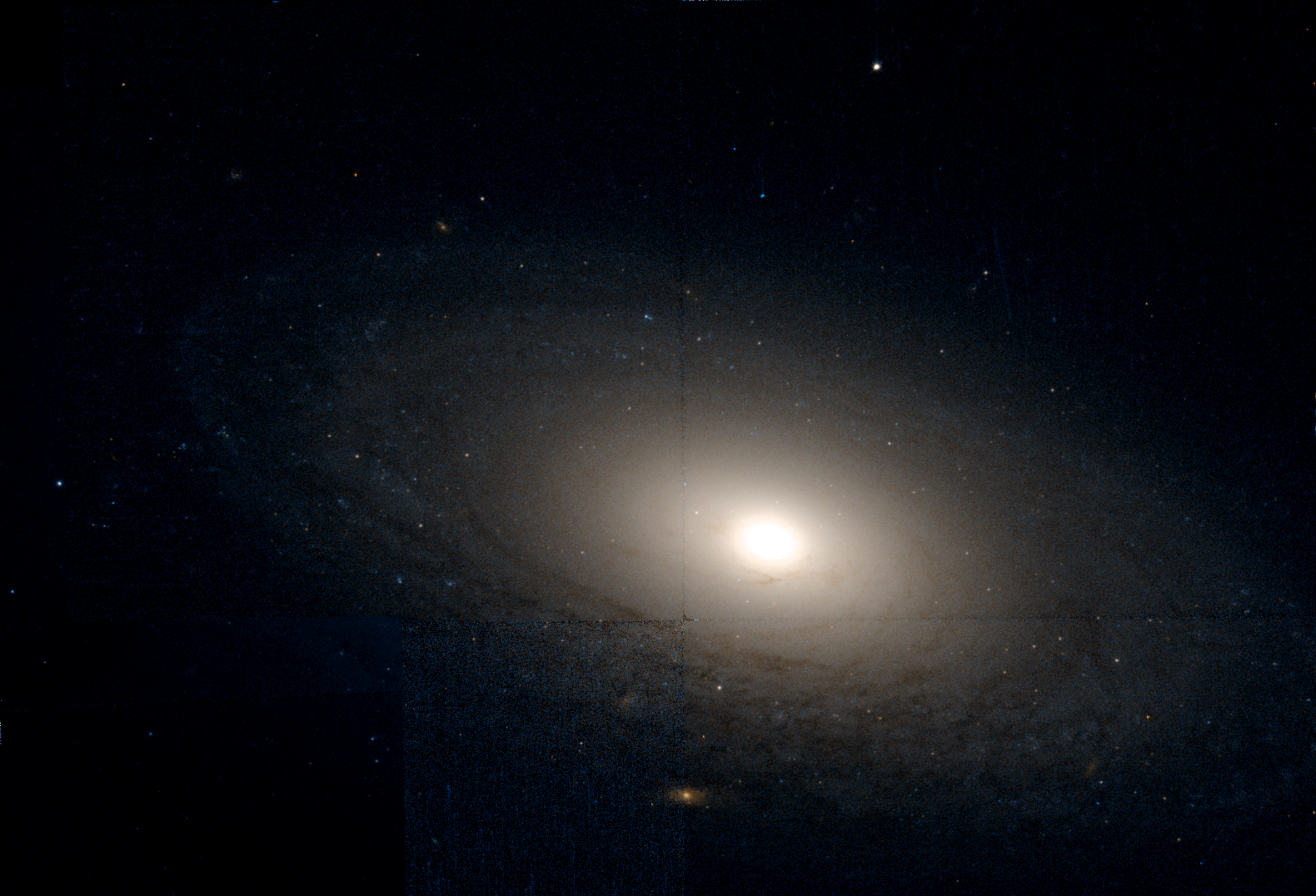
NGC 3898 par le télescope spatial Hubble.

NGC 3898 est une galaxie spirale située dans la constellation de la Grande Ourse. NGC 3898 a été découverte par l'astronome germano-britannique William Herschel en 1789.

## Caractéristiques
La classe de luminosité de NGC 3898 est I-II et elle présente une large raie HI. Elle renferme également des régions d'hydrogène ionisé. De plus, c'est une galaxie LINER, c'est-à-dire une galaxie dont le noyau présente un spectre d'émission caractérisé par de larges raies d'atomes faiblement ionisés.

### Distance
Sa vitesse par rapport au fond diffus cosmologique est de 1 322 ± 12 km/s, ce qui correspond à une distance de Hubble de 19,50 ± 1,38 Mpc (∼63,6 millions d'al).
À ce jour, sept mesures non basées sur le décalage vers le rouge (redshift) donnent une distance de 22,100 ± 1,023 Mpc (∼72,1 millions d'al), ce qui est tout juste à l'extérieur des valeurs de la distance de Hubble. Puisque cette galaxie est relativement rapprochée du Groupe local, il est probable que cette valeur soit plus près de la distance réelle de NGC 3898. Notons que c'est avec la valeur moyenne des mesures indépendantes, lorsqu'elles existent, que la base de données NASA/IPAC calcule le diamètre d'une galaxie. 

### Morphologie
NGC 3898 a été utilisée par Gérard de Vaucouleurs comme une galaxie de type morphologique (R')SA(s)ab dans son atlas des galaxies,.

## Trou noir supermassif
Selon un article basé sur les mesures de luminosité de la bande K de l'infrarouge proche du bulbe de NGC 3898, on obtient une valeur de 108,1 {\displaystyle M_{\odot }} (126 millions de masses solaires) pour le trou noir supermassif qui s'y trouve.

## Groupe de NGC 3898 et de M101
NGC 3898 est la galaxie la plus brillante d'une groupe de galaxies qui portent son nom. Le groupe de NGC 3898 compte au moins neuf membres. Les autres membres du groupe sont NGC 3733, NGC 3756, NGC 3794 (NGC 3804 dans l'article), NGC 3846A, NGC 3846, NGC 3850, NGC 3982 et UGC 6894.
Certaines galaxies du groupe de NGC 3898 (NGC 3794, NGC 3850, NGC 3898 et NGC 3982) font aussi partie d'un groupe plus vaste qui compte plus de 80 galaxies, le groupe de M101 décrit dans un article publié par Abraham Mahtessian en 1998.
D'autre part, dans un article publié en 1998, Abraham Mahtessian indique que NGC 3898 fait partie d'un groupe plus vaste qui compte plus de 80 galaxies, le groupe de M101. Plusieurs galaxies de la liste de Mahtessian se retrouvent également dans d'autres groupes décrits par A.M. Garcia, soit le groupe de NGC 3631, le groupe de NGC 3898, le groupe de M109 (NGC 3992), le groupe de NGC 4051, le groupe de M106 (NGC 4258) et le groupe de NGC 5457.
Plusieurs galaxies des six groupes de Garcia ne figurent pas dans la liste du groupe de M101 de Mahtessian. Il y a plus de 120 galaxies différentes dans les listes des deux auteurs. Puisque la frontière entre un amas galactique et un groupe de galaxie n'est pas clairement définie (on parle de 100 galaxies et moins pour un groupe), on pourrait qualifier le groupe de M101 d'amas galactique contenant plusieurs groupes de galaxies.

## Amas de la Grande Ourse et superamas de la Vierge
Les groupes de NGC 3898 et de M101 font partie de l'amas de la Grande Ourse, l'un des amas galactiques du superamas de la Vierge.